# یواس‌اس تنجیر (ای‌وی-۸)
یواس‌اس تنجیر (ای‌وی-۸) (به انگلیسی: USS Tangier (AV-8)) یک کشتی بود که طول آن ۴۹۲ فوت ۱ اینچ (۱۴۹٫۹۹ متر) بود. این کشتی در سال ۱۹۴۰ ساخته شد.